# Blooming!
『Blooming!』は、内田彩の2枚目のオリジナルアルバム。2015年7月22日にZERO-A / 日本コロムビアから発売された。

## 概要
前作『アップルミント』から約8ヶ月ぶりのリリースとなった。リード曲の「Blooming!」は、テレビ東京のアニメ情報番組『アニメマシテ』の7月度オープニングテーマとして起用された。PVとメイキング、ファースト・ソロライブのダイジェスト映像を収録したBDが付属する初回限定盤A、PVと制作インタビューを収録したDVDが付属する初回限定盤B、CDのみの通常盤の3バージョンが発売された。

## チャート成績
2015年8月3日付のオリコン週間ランキングでは初動1.9万枚で週間9位にランクインした。

## 収録曲
1. Blooming!
  - 作詞；只野菜摘、作曲・編曲：持田裕輔
2. スニーカーフューチャーガール
  - 作詞：坂井竜二、作曲：石谷桂亮、編曲：佐藤清喜
3. Like a Bird
  - 作詞：中村彼方、作曲：小野貴光、編曲：玉木千尋
4. 最後の花火
  - 作詞：大西洋平、作曲：宮崎京一、編曲：東タカゴー
5. Go! My Cruising!
  - 作詞・作曲：宮崎京一、編曲：東タカゴー
6. Let it shine
  - 作詞：渡部紫緒、作曲：黒須克彦、編曲：東タカゴー
7. ハルカカナタ
  - 作詞・作曲：金子麻友美、編曲：佐藤清喜
8. いざゆけ！ペガサス号
  - 作詞・作曲・編曲：佐々倉有吾
9. 妄想ストーリーテラー
  - 作詞・作曲・編曲：佐々倉有吾
10. Daydream
  - 作詞：中村彼方、作曲・編曲：坂部剛
11. with you
  - 作詞：SUIMI、作曲・編曲：hisakuni

### 初回限定盤映像
Blu-ray
1. 「Blooming!」ミュージックビデオ
2. ミュージックビデオ メイキング映像
3. レコーディング メイキング映像(「with you」「いざゆけ! ペガサス号」)
4. ファースト・ソロライブ「アップルミント Baby,Are you ready to go?」 ダイジェスト映像(2015年5月22日 五反田ゆうぽうとホール)

DVD
1. 「Blooming!」ミュージックビデオ
2. 撮り下ろしスペシャルコンテンツ ＜うっちーに訊く＞アルバム『Blooming!』制作インタビュー